# 金惠武
金惠武（1945年—），京劇鼓師，中國國家1級，正高級職稱，14岁进入北京京劇院学习京剧打鼓，师从王和义，1965年正式司鼓。为李世济、谭元寿、马长礼、赵燕侠、杨淑蕊、张学津等名家配合演出。退休后被聘为北京戏曲艺术职业学院教授。
主要司鼓作品有新編古裝京劇《畫龍點睛》；現代京劇（京劇現代戲）《風雨同仁堂》等。
曾隨北京京劇院演出團到台灣國家戲劇院公演，經台灣中視錄製轉播，很有影響，已出版光盤。